# Фази, Джеймс
Джеймс Фази (фр. James Fazy; 12 мая 1796, Женева — 6 ноября 1878) — швейцарский политический деятель, президент Совета кантонов Швейцарии, основатель швейцарской Радикальной партии. 

## Биография
Происходил из буржуазной семьи.
Получил образование в Париже и сделался там журналистом. В 1817 году был одним из основателей журнала «La France chrétienne», немедленно запрещённого цензурой, затем «Mercure de France au XIX siècle», тоже недолговечного. Он подписался под протестом парижских журналистов против июльских ордонансов, потом сражался на баррикадах, до конца оставаясь противником кандидатуры герцога Орлеанского. После революции он продолжал журнальную работу в Париже; принадлежал к обществу Droits de l’homme, многократно подвергался тяжёлым штрафам и другим карам за преступления печати. Истомлённый непосильной борьбой, он в 1833 году вернулся на родину, в Женеву, где основал радикальный журнал «La Revue de Genève».
В 1841 году он стоял во главе восстания, стремившегося к пересмотру конституции; восстание только отчасти достигло цели, ибо новая конституция 1842 года не отличалась существенно от старой. С 1843 по 1846 год Фази был радикальным членом Большого совета. В 1846 году он вновь стоял во главе толпы, которая 6 октября овладела предместьем Сан-Жерве, два дня держалась там против правительственных войск, 8 октября разогнала Большой совет и провозгласила Фази главой временного правительства. Конституция 1847 года реформировала управление и ввела всеобщее прямое избирательное право. В 1847—1848 годах Фази был представителем от Женевы на швейцарском сейме, где принадлежал к самым видным деятелям радикальной партии, отстаивавшим превращение Швейцарии из союза государств в несколько более централизованное союзное государство, что и было осуществлено конституцией 1848 года. С 1847 до 1861 года. Фази постоянно избирался членом правительственного совета (министерства) и поочерёдно через год его президентом (в силу статьи конституции, запрещающей исполнение этих обязанностей в течение двух лет подряд); но и в промежуточные годы он был душой правительства. В его управление было сделано очень много для благосостояния Женевского кантона и города Женевы, как с внешней стороны (дороги, мосты, общественные здания, канализация и так далее), так и с внутренней (школьное дело, податная система, почта и так далее).
Вместе с тем Фази обнаружил весьма деспотические замашки и возбудил личную антипатию во многих из своих единомышленников и товарищей. В особенности недовольны были его прежние друзья — радикалы из Франции и Германии, возмущённые его уступчивостью в вопросе о высылке эмигрантов федеральному правительству, в свою очередь легко уступавшему требованиям прусского, французского и иных правительств. К началу 1860-х годов господствовавшая в Женеве Радикальная партия начала разлагаться; из неё выделилась социалистическая группа (Фази и другие радикалы были решительными и ожесточёнными врагами социализма), затем более умеренная группа, образовавшая с элементами, отделившимися от консерваторов, партии независимых; наконец, и в среде радикального ядра значительная часть враждебно относилась лично к Фази. На выборах в правительственный совет в 1861 года победили радикалы, но без Фази; на выборах 1863 года он снова не был избран.
В 1864 году Фази выступил на дополнительных выборах в правительственный совет; значительным большинством победил его противник, кандидат независимых Шеневьер. Радикальное избирательное бюро кассировало выборы; это привело к уличному бунту, в котором принимал участие Фази и который был усмирён войсками, присланными центральным правительством. Фази должен был уехать за границу, но в том же году, избранный в женевский Большой совет, вернулся обратно. В следующем году он сложил с себя депутатские полномочия в виде протеста против расточительного, по его мнению, образа действий Большого совета. Позже он многократно выступал на выборах как в правительственный, так и в Большой совет, но каждый раз неудачно; в Женеве получила власть партия независимых, и его политическая роль была сыграна. В 1863—1866 годах Фази был представителем Женевы в общешвейцарском национальном совете. В последние годы жизни Фази был профессором Женевского университета.
Кроме многочисленных статей в газетах и журналах и брошюр по политическим вопросам, он написал: политическую сказку, направленную против Священного союза, «Voyages d’Ertelib» (Женева, 1822); драму «La mort de Lévrier» (ib., 1826; ни та, ни другая не обнаруживают художественного таланта; обе с радикальными тенденциями); «De la Banque de France, considérée comme nuisible aux transactions commerciales» (II, 1819): «Précis de l’histoire de Génève» (Женева, 1838—1840); один из читанных им в университете курсов он издал в свет под заглавием «De l’intelligence collective des sociétés. Cours de législation constitutionelle» (Женева, 1873). Большого значения этот труд не имеет, но представляет интерес как изложение политических теорий старых швейцарских радикалов. Автор, находясь под сильным влиянием Г. Спенсера, исходит из взгляда на человеческое общежитие как на живой организм, имеющий как бы общую душу, способный к коллективной мысли и к общему чувству; он настаивает на всеобщем голосовании как на основном политическом принципе прогрессивного общежития и на известной централизации; отстаивает принцип народного суверенитета: решительно высказывается против социализма.
Похоронен на женевском кладбище Королей.